# Bolsover (circonscription britannique)
Pour les articles homonymes, voir Bolsover (homonymie).
Circonscription parlementaire de la Chambre des communes
La circonscription de Bolsover est une circonscription parlementaire britannique située dans le Derbyshire, autour de la ville de Bolsover. Représentée à la Chambre des communes du Parlement britannique depuis 2019 par Mark Fletcher du Parti conservateur.

## Histoire
La circonscription de Bolsover est créée en 1950 à partir de morceaux des circonscriptions de North East Derbyshire et Clay Cross. Elle constitue un bastion du Parti travailliste durant la majeure partie de son existence. Son MP de 1970 à 2019, Dennis Skinner, est surnommé « la Bête de Bolsover » (the Beast of Bolsover) pour son franc-parler. Il est battu lors des élections générales de 2019 par Mark Fletcher, qui devient le premier parlementaire conservateur de Bolsover.

## Members of Parliament
| Élection | Élection       | Membre        | Membre | Parti        |
| -------- | -------------- | ------------- | ------ | ------------ |
|          | 1950           | Harold Neal   |        | Travailliste |
| 1970     | Dennis Skinner |               |        | Travailliste |
|          | 2019           | Mark Fletcher |        | Conservateur |

## Élections

### Élections dans les années 2010
| Parti         | Parti                                   | Candidat                                | Voix   | %    | ±    |
| ------------- | --------------------------------------- | --------------------------------------- | ------ | ---- | ---- |
|               | Conservateur                            | Mark Fletcher                           | 21,791 | 47,4 | 6.9  |
|               | Travailliste                            | Dennis Skinner                          | 16,492 | 35,9 | 16.0 |
|               | Brexit                                  | Kevin Harper                            | 4,151  | 9,0  | N/A  |
|               | Libéral Démocrate                       | David Hancock                           | 1,759  | 3,8  | 0.9  |
|               | Green                                   | David Kesteven                          | 758    | 1,7  | N/A  |
|               | Indépendant                             | Ross Walker                             | 517    | 1,1  | N/A  |
|               | Indépendant                             | Natalie Hoy                             | 470    | 1,0  | N/A  |
| Majorité      | Majorité                                | Majorité                                | 5,299  | 11,5 | N/A  |
| Participation | Participation                           | Participation                           | 45,938 | 61,1 | 2.2  |
|               | Conservateur vainqueur sur Travailliste | Conservateur vainqueur sur Travailliste | Swing  | 11.5 |      |

| Parti         | Parti                | Candidat             | Voix   | %    | ±    |
| ------------- | -------------------- | -------------------- | ------ | ---- | ---- |
|               | Travailliste         | Dennis Skinner       | 24,153 | 51,9 | 0.7  |
|               | Conservateur         | Helen Harrison       | 18,865 | 40,5 | 16.1 |
|               | UKIP                 | Philip Rose          | 2,129  | 4,6  | 16.4 |
|               | Libéral Démocrate    | Ross Shipman         | 1,372  | 2,9  | 0.4  |
| Majorité      | Majorité             | Majorité             | 5,288  | 11,4 | 15.4 |
| Participation | Participation        | Participation        | 46,519 | 63,3 | 2.2  |
|               | Travailliste retenir | Travailliste retenir | Swing  | 7.7  |      |

| Parti         | Parti                | Candidat             | Voix   | %    | ±     |
| ------------- | -------------------- | -------------------- | ------ | ---- | ----- |
|               | Travailliste         | Dennis Skinner       | 22,542 | 51,2 | +1.2  |
|               | Conservateur         | Peter Bedford        | 10,764 | 24,5 | -0.1  |
|               | UKIP                 | Ray Calladine        | 9,228  | 21,0 | +17.1 |
|               | Libéral Démocrate    | David Lomax          | 1,464  | 3,3  | -12.2 |
| Majorité      | Majorité             | Majorité             | 11,778 | 26,8 | +1.4  |
| Participation | Participation        | Participation        | 43,998 | 61,1 | +0.6  |
|               | Travailliste retenir | Travailliste retenir | Swing  | +0.7 |       |

| Parti         | Parti                                      | Candidat          | Voix   | %    | ±   |
| ------------- | ------------------------------------------ | ----------------- | ------ | ---- | --- |
|               | Travailliste                               | Dennis Skinner    | 21,994 | 50,0 | N/A |
|               | Conservateur                               | Lee Rowley        | 10,812 | 24,6 | N/A |
|               | Libéral Démocrate                          | Denise Hawksworth | 6,821  | 15,5 | N/A |
|               | BNP                                        | Martin Radford    | 2,640  | 6,0  | N/A |
|               | UKIP                                       | Ray Calladine     | 1,721  | 3,9  | N/A |
| Majorité      | Majorité                                   | Majorité          | 11,182 | 25,4 | N/A |
| Participation | Participation                              | Participation     | 43,988 | 60,5 | N/A |
|               | Travailliste vainqueur (nouvelles limites) |                   |        |      |     |

### Élections dans les années 2000
| Parti         | Parti                | Candidat             | Voix   | %    | ±    |
| ------------- | -------------------- | -------------------- | ------ | ---- | ---- |
|               | Travailliste         | Dennis Skinner       | 25,217 | 65,2 | −3.4 |
|               | Libéral Démocrate    | Denise Hawksworth    | 6,780  | 17,5 | +5.6 |
|               | Conservateur         | Hasan Imam           | 6,702  | 17,3 | −2.2 |
| Majorité      | Majorité             | Majorité             | 18,437 | 47,6 | -1.5 |
| Participation | Participation        | Participation        | 38,699 | 57,3 | +0.8 |
|               | Travailliste retenir | Travailliste retenir | Swing  | −4.5 |      |

| Parti         | Parti                | Candidat             | Voix   | %    | ±     |
| ------------- | -------------------- | -------------------- | ------ | ---- | ----- |
|               | Travailliste         | Dennis Skinner       | 26,249 | 68,6 | −5.4  |
|               | Conservateur         | Simon Massey         | 7,472  | 19,5 | +2.8  |
|               | Libéral Démocrate    | Marie Bradley        | 4,550  | 11,9 | +2.6  |
| Majorité      | Majorité             | Majorité             | 18,777 | 49,1 | -7.8  |
| Participation | Participation        | Participation        | 38,271 | 56,5 | −14.7 |
|               | Travailliste retenir | Travailliste retenir | Swing  |      |       |

### Élections dans les années 1990
| Parti         | Parti                | Candidat             | Voix   | %    | ±     |
| ------------- | -------------------- | -------------------- | ------ | ---- | ----- |
|               | Travailliste         | Dennis Skinner       | 35,073 | 74,0 | +9.5  |
|               | Conservateur         | Richard Harwood      | 7,924  | 16,7 | −8.6  |
|               | Libéral Démocrate    | Ian Cox              | 4,417  | 9,3  | −0.9  |
| Majorité      | Majorité             | Majorité             | 27,149 | 57,3 | +18.1 |
| Participation | Participation        | Participation        | 47,414 | 71,3 | -7.8  |
|               | Travailliste retenir | Travailliste retenir | Swing  | +9.1 |       |

| Parti         | Parti                | Candidat             | Voix   | %    | ±     |
| ------------- | -------------------- | -------------------- | ------ | ---- | ----- |
|               | Travailliste         | Dennis Skinner       | 33,978 | 64,5 | +8.3  |
|               | Conservateur         | Timothy D.R. James   | 13,323 | 25,3 | −3.0  |
|               | Libéral Démocrate    | Susan P. Barber      | 5,368  | 10,2 | −5.3  |
| Majorité      | Majorité             | Majorité             | 20,655 | 39,2 | +11.3 |
| Participation | Participation        | Participation        | 52,669 | 79,1 | +1.8  |
|               | Travailliste retenir | Travailliste retenir | Swing  | +5.7 |       |

### Élections dans les années 1980
| Parti         | Parti                | Candidat             | Voix   | %     | ±    |
| ------------- | -------------------- | -------------------- | ------ | ----- | ---- |
|               | Travailliste         | Dennis Skinner       | 28,453 | 56,2  | -0.1 |
|               | Conservateur         | Michael Lingens      | 14,333 | 28,31 | +1.4 |
|               | Social Démocratique  | Mark Fowler          | 7,836  | 15,48 | -1.3 |
| Majorité      | Majorité             | Majorité             | 14,120 | 27,89 | -1.5 |
| Participation | Participation        | Participation        | 50,622 | 77,34 |      |
|               | Travailliste retenir | Travailliste retenir | Swing  |       |      |

| Parti         | Parti                                      | Candidat       | Voix   | %     | ±   |
| ------------- | ------------------------------------------ | -------------- | ------ | ----- | --- |
|               | Travailliste                               | Dennis Skinner | 26,514 | 56,3  | N/A |
|               | Conservateur                               | S. Roberts     | 12,666 | 26,9  | N/A |
|               | Social Démocratique                        | S. Reddish     | 7,886  | 16,8  | N/A |
| Majorité      | Majorité                                   | Majorité       | 13,848 | 29,4  | N/A |
| Participation | Participation                              | Participation  |        | 72,67 |     |
|               | Travailliste vainqueur (nouvelles limites) |                |        |       |     |

### Élections dans les années 1970
| Parti         | Parti                | Candidat             | Voix   | %     | ± |
| ------------- | -------------------- | -------------------- | ------ | ----- | - |
|               | Travailliste         | Dennis Skinner       | 27,495 | 66,58 |   |
|               | Conservateur         | Anthony Favell       | 10,116 | 24,49 |   |
|               | Liberal              | James Ian Frost      | 3,688  | 8,93  |   |
| Majorité      | Majorité             | Majorité             | 17,379 | 42,08 |   |
| Participation | Participation        | Participation        |        | 78,31 |   |
|               | Travailliste retenir | Travailliste retenir | Swing  |       |   |

| Parti         | Parti                | Candidat             | Voix   | %     | ± |
| ------------- | -------------------- | -------------------- | ------ | ----- | - |
|               | Travailliste         | Dennis Skinner       | 27,275 | 70,55 |   |
|               | Conservateur         | C.L. Sternberg       | 6,209  | 16,06 |   |
|               | Liberal              | M. Taylor            | 5,176  | 13,39 |   |
| Majorité      | Majorité             | Majorité             | 21,066 | 54,49 |   |
| Participation | Participation        | Participation        |        | 74,52 |   |
|               | Travailliste retenir | Travailliste retenir | Swing  |       |   |

| Parti         | Parti                | Candidat             | Voix   | %     | ±     |
| ------------- | -------------------- | -------------------- | ------ | ----- | ----- |
|               | Travailliste         | Dennis Skinner       | 30,787 | 76,47 | -1.03 |
|               | Conservateur         | A.R. Dix             | 9,474  | 23,53 | +1.03 |
| Majorité      | Majorité             | Majorité             | 21,313 | 52,94 | -2.06 |
| Participation | Participation        | Participation        |        | 78,38 |       |
|               | Travailliste retenir | Travailliste retenir | Swing  |       |       |

| Parti         | Parti                | Candidat             | Voix   | %     | ± |
| ------------- | -------------------- | -------------------- | ------ | ----- | - |
|               | Travailliste         | Dennis Skinner       | 28,830 | 77,50 |   |
|               | Conservateur         | Ivor J Humphrey      | 8,371  | 22,50 |   |
| Majorité      | Majorité             | Majorité             | 20,459 | 55,00 |   |
| Participation | Participation        | Participation        |        | 70,76 |   |
|               | Travailliste retenir | Travailliste retenir | Swing  |       |   |

### Élections dans les années 1960
| Parti         | Parti                | Candidat             | Voix   | %     | ± |
| ------------- | -------------------- | -------------------- | ------ | ----- | - |
|               | Travailliste         | Harold Neal          | 30,114 | 81,55 |   |
|               | Conservateur         | Peter C Coleman      | 6,815  | 18,45 |   |
| Majorité      | Majorité             | Majorité             | 23,299 | 63,09 |   |
| Participation | Participation        | Participation        |        | 74,62 |   |
|               | Travailliste retenir | Travailliste retenir | Swing  |       |   |

| Parti         | Parti                | Candidat             | Voix   | %     | ± |
| ------------- | -------------------- | -------------------- | ------ | ----- | - |
|               | Travailliste         | Harold Neal          | 31,234 | 79,34 |   |
|               | Conservateur         | Patrick Cormack      | 8,131  | 20,66 |   |
| Majorité      | Majorité             | Majorité             | 23,103 | 58,69 |   |
| Participation | Participation        | Participation        |        | 78,89 |   |
|               | Travailliste retenir | Travailliste retenir | Swing  |       |   |

### Élections dans les années 1950
| Parti         | Parti                | Candidat             | Voix   | %    | ± |
| ------------- | -------------------- | -------------------- | ------ | ---- | - |
|               | Travailliste         | Harold Neal          | 32,536 | 78,2 |   |
|               | Conservateur         | Robin Marlar         | 9,076  | 21,8 |   |
| Majorité      | Majorité             | Majorité             | 23,460 | 56,4 |   |
| Participation | Participation        | Participation        |        | 82,5 |   |
|               | Travailliste retenir | Travailliste retenir | Swing  |      |   |

| Parti         | Parti                | Candidat             | Voix   | %     | ± |
| ------------- | -------------------- | -------------------- | ------ | ----- | - |
|               | Travailliste         | Harold Neal          | 30,074 | 78,87 |   |
|               | Conservateur         | Brian RO Bell        | 8,055  | 21,13 |   |
| Majorité      | Majorité             | Majorité             | 22,019 | 57,75 |   |
| Participation | Participation        | Participation        |        | 77,57 |   |
|               | Travailliste retenir | Travailliste retenir | Swing  |       |   |

| Parti         | Parti                | Candidat             | Voix   | %     | ± |
| ------------- | -------------------- | -------------------- | ------ | ----- | - |
|               | Travailliste         | Harold Neal          | 33,661 | 79,89 |   |
|               | Conservateur         | John Cordeaux        | 8,472  | 20,11 |   |
| Majorité      | Majorité             | Majorité             | 25,189 | 59,78 |   |
| Participation | Participation        | Participation        |        | 85,36 |   |
|               | Travailliste retenir | Travailliste retenir | Swing  |       |   |

| Parti         | Parti                                  | Candidat      | Voix   | %    | ± |
| ------------- | -------------------------------------- | ------------- | ------ | ---- | - |
|               | Travailliste                           | Harold Neal   | 34,017 | 80,6 |   |
|               | Conservateur                           | John Cordeaux | 8,184  | 19,4 |   |
| Majorité      | Majorité                               | Majorité      | 25,833 | 61,2 |   |
| Participation | Participation                          | Participation |        | 86,2 |   |
|               | Travailliste vainqueur (nouveau siège) |               |        |      |   |